# Unsere Liebe Frau (Heideck)

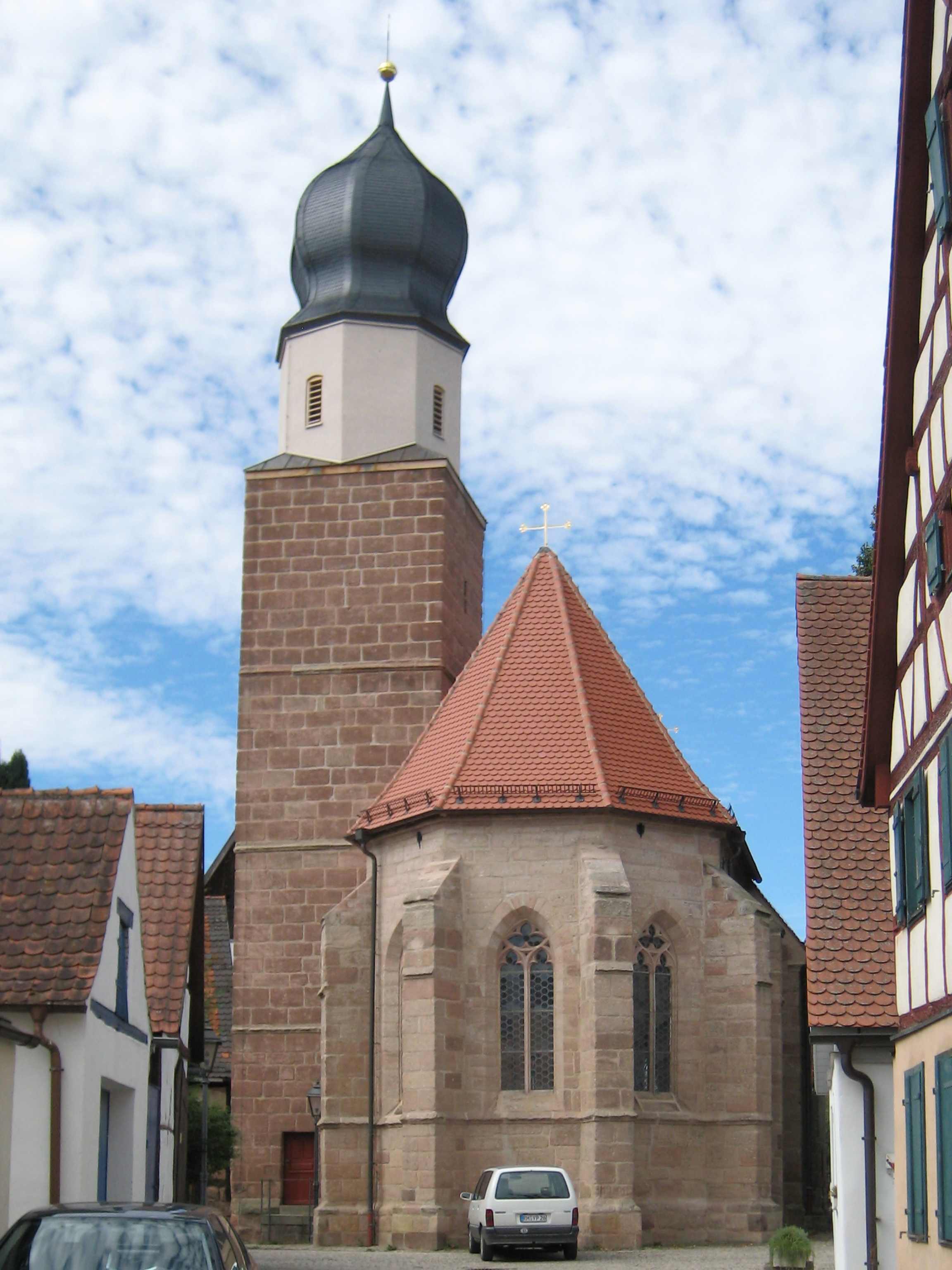
Frauenkirche

Die Kirche Unsere Liebe Frau in der Straße An der Kapell 13 ist eine römisch-katholische Filialkirche in Heideck, einer Stadt im mittelfränkischen Regierungsbezirk im Landkreis Roth und damit in der Planungsregion Nürnberg. Der Ort liegt in der Metropolregion Nürnberg und im Fränkischen Seenland. Das Bauwerk ist unter der Denkmalnummer D-5-76-126-4 als Baudenkmal in die Bayerische Denkmalliste eingetragen. Die Frauenkirche ist die älteste Kirche in Heideck. 

## Geschichte
Die Kirche wurde von Friedrich II. von Heideck erbaut. Gemäß dendrochronologischen Untersuchungen wird das Baujahr auf 1419 datiert. Die Weihe fand am 13. August 1419 statt. Die Kirche diente dem Heidecker Adelsgeschlecht bis 1475 als Mausoleum. Nach der Reformation wurde sie von der evangelischen Gemeinde genutzt. Die Jesuitenstation Heideck bewirkte bis 1627 die Rekatholisierung Heidecks.

## Baubeschreibung
Die mit Strebepfeilern versehene Saalkirche aus Sandsteinquadern ist mit einem Satteldach bedeckt. Der eingezogene Chor im Osten hat eine fünf-achtel Apsis und ein Kreuzrippengewölbe, das Langhaus ein hölzernes Flachdach. Der rechteckige, viergeschossige Kirchturm an der Chorsüdseite erhielt 1678 einen oktogonalen Aufsatz, ursprünglich mit Fachwerk-Elementen, die jedoch während der Renovierungsarbeiten in den Jahren 2007–2009 nicht erhalten blieben. Darauf thront eine Zwiebelhaube. Die Wände des Langhauses und der Chorbogen sind mit Wandmalereien versehen. Im Bereich des Chorbogens befindet sich die Statue eines Ritters. Die Grablege der Familie Heideck ist in der Kirche untergebracht.

## Orgel

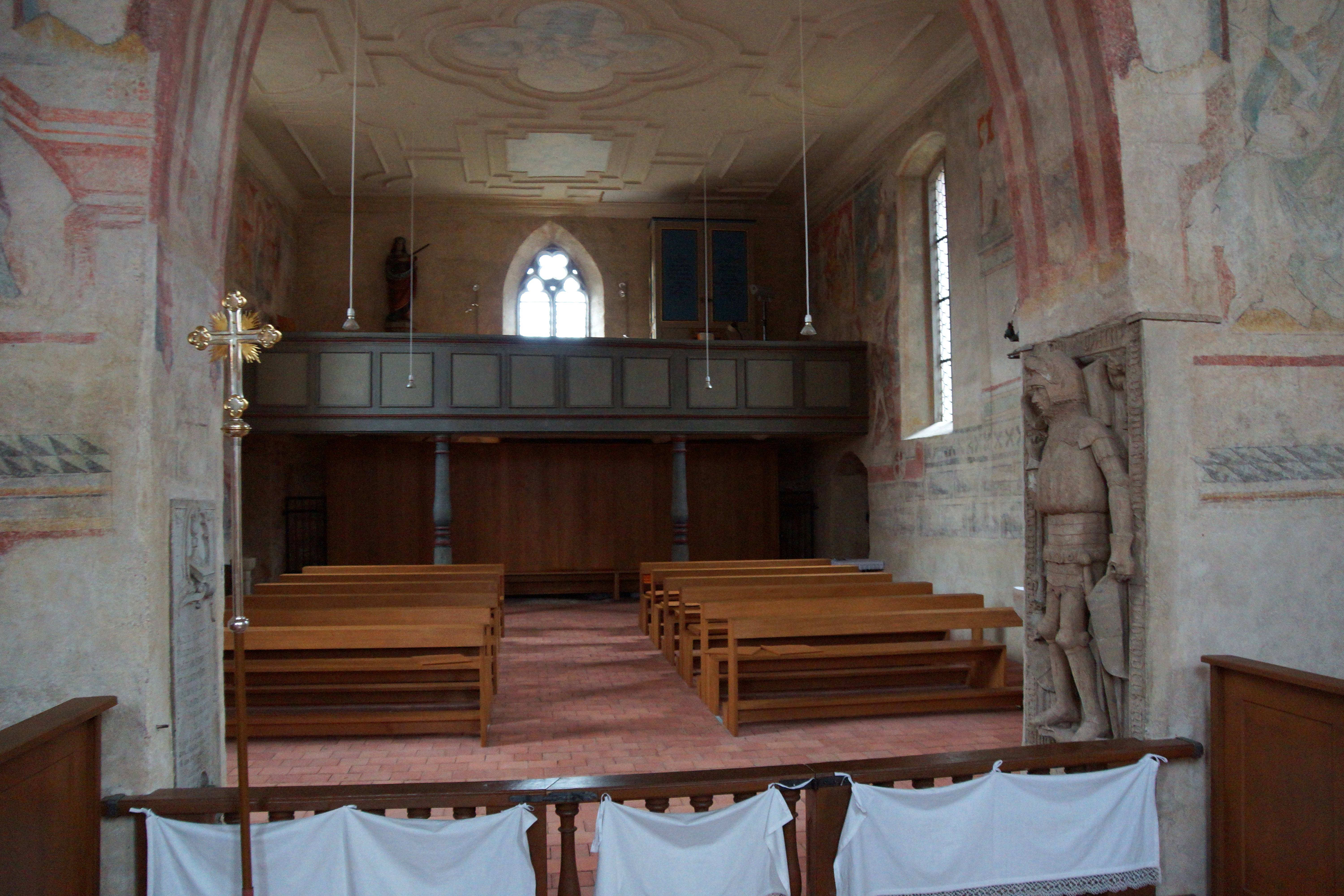
Orgel

Im Westen befindet sich eine Empore, auf der eine Orgel von Josef Zeilhuber mit Schleiflade und mechanischer Spiel- und Registertraktur aus dem Jahr 1986 steht.
| Manual C– |       |
| Gedackt   | 8′    |
| Prinzipal | 4′    |
| Rohrflöte | 4′    |
| Schwiegel | 2′    |
| Quinte    | 1 ⁄3′ |

| Pedal C– |     |  |
| Subbass  | 16′ |  |

- Koppel: I/P